# Thompsoniana lugubris
Thompsoniana lugubris là một loài bọ cánh cứng trong họ Cerambycidae.